# الفجرة (الجوف)
الفجرة هي إحدى قرى الجمهورية اليمنية. وهي تتبع جغرافيًا لمحافظة الجوف. وإداريًا لمديرية الحميدات. يبلغ تعداد سكانها 1520 نسمة حسب الإحصاء الذي جرى عام 2004.